# Šimlena
Šimlena je studená omáčka, vyrobená z čistých švestkových povidel (bez cukru), přidáním a rozmícháním cukru a mléka (na dvě polévkové lžíce povidel asi jedna kávová lžička cukru a asi 250 ml mléka). Podává se obvykle k tzv. chlupatým knedlíkům (uvařeným z nastrouhaných syrových brambor) a vařenému hovězímu masu. Používá se ve Slezsku.